# Litauisches Zentrum für Gerichtsexpertise
Das Litauische Zentrum für Gerichtsexpertise (lit. Lietuvos teismo ekspertizės centras; Abk. LTEC) ist eine staatliche forensische Einrichtung in Vilnius, Litauen. Nach Aufträgen von Ermittlungsinstitutionen und Gerichten ist sie für Gerichtsexpertise und Vorbereitung von Gerichtsexperten zuständig. Als Forschungseinrichtung ist sie in der Kriminalistik tätig. Die Satzung ist vom Justizministerium Litauens verabschiedet.

## Mitarbeiter
Ehemalige
- Genovaitė Babachinaitė (* 1944),  Kriminologin
- Viktoras Justickis (* 1941), Rechtspsychologe und Kriminologe, Professor der MRU-Universität
- Pranas Kuconis (* 1961), Kriminalist, Verfassungsrichter
- Vladas Pavilonis (1932–2003), Strafrechtler, Professor an der Universität Vilnius und Präsident des Litauischen Verfassungsgerichts
- Algimantas Urmonas (* 1942), Verwaltungsrechtler und Kriminologe, Professor von Mykolo Romerio universitetas

## Leitung
Direktoren
- bis 2018: Gabrielė Juodkaitė-Granskienė
- Seit 2018: Giedrius Mozūraitis (* 1978)

- Stellvertretender Direktor: Vidmantas Vaitiekūnas